# Cao đẳng kỹ thuật
Cao đẳng kỹ thuật là cấp học trong hệ thống đào tạo ở Việt Nam, bao gồm các nhóm ngành thuộc nhóm kỹ thuật. Sinh viên tốt nghiệp ra trường được cấp bằng tốt nghiệp cử nhân cao đẳng. Trình độ và chương trình đào tạo thấp hơn đại học. Tùy theo từng trường, từng chuyên ngành mà nội dung các môn đào tạo được giảm bớt so với bậc đại học cùng chuyên ngành.